# 瑟瑟河
51°41′58.2″N 10°6′23.6″E / 51.699500°N 10.106556°E

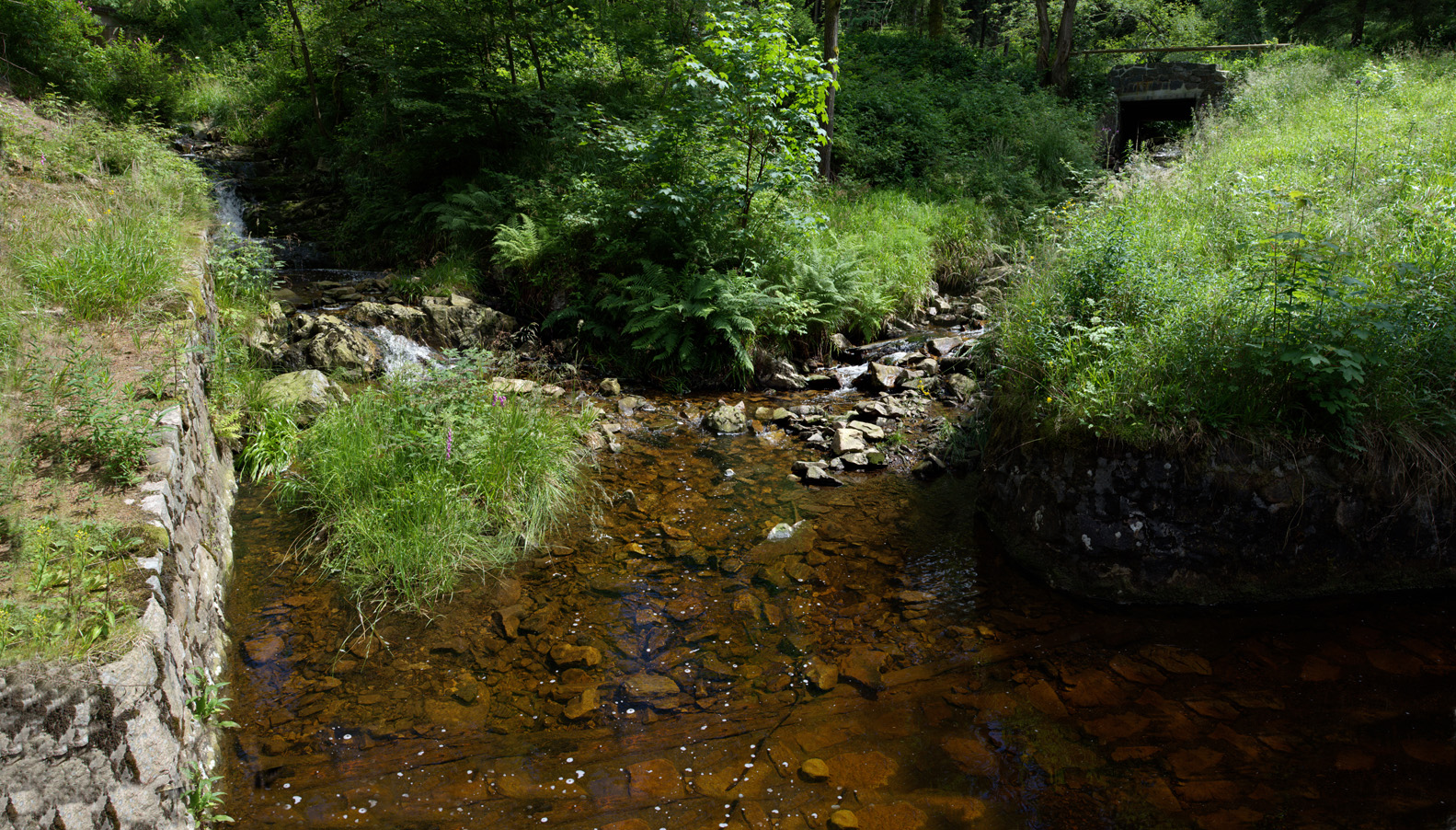
瑟瑟河

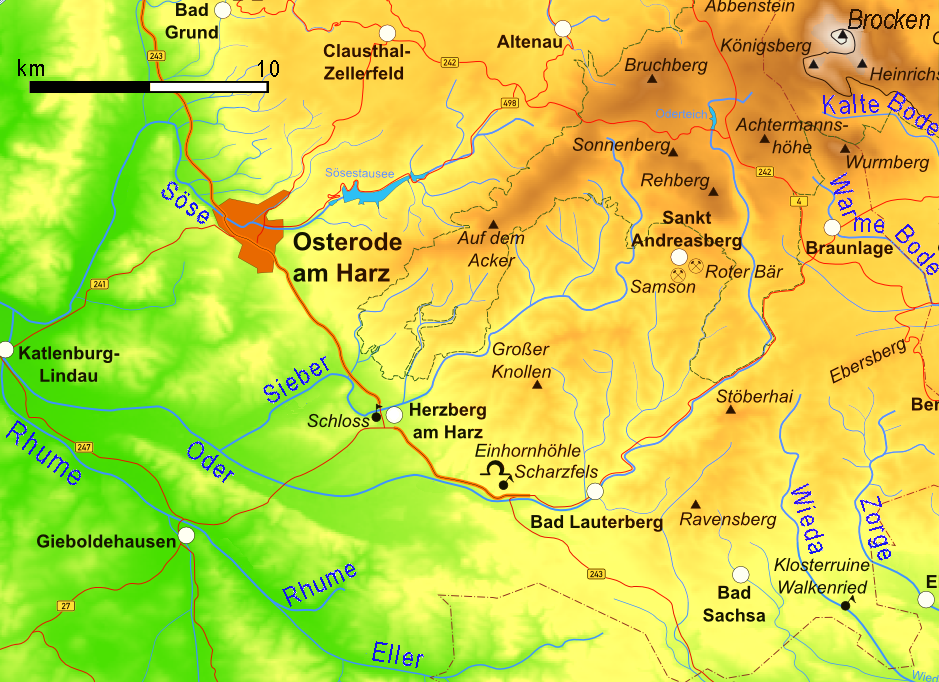
位置圖（左上）

瑟瑟河（德語：Söse），是德國的河流，位於該國西北部，由下薩克森州負責管轄，屬於魯默河的右支流，河道全長38公里，流域面積212平方公里，河口處在卡特倫堡-林道附近。

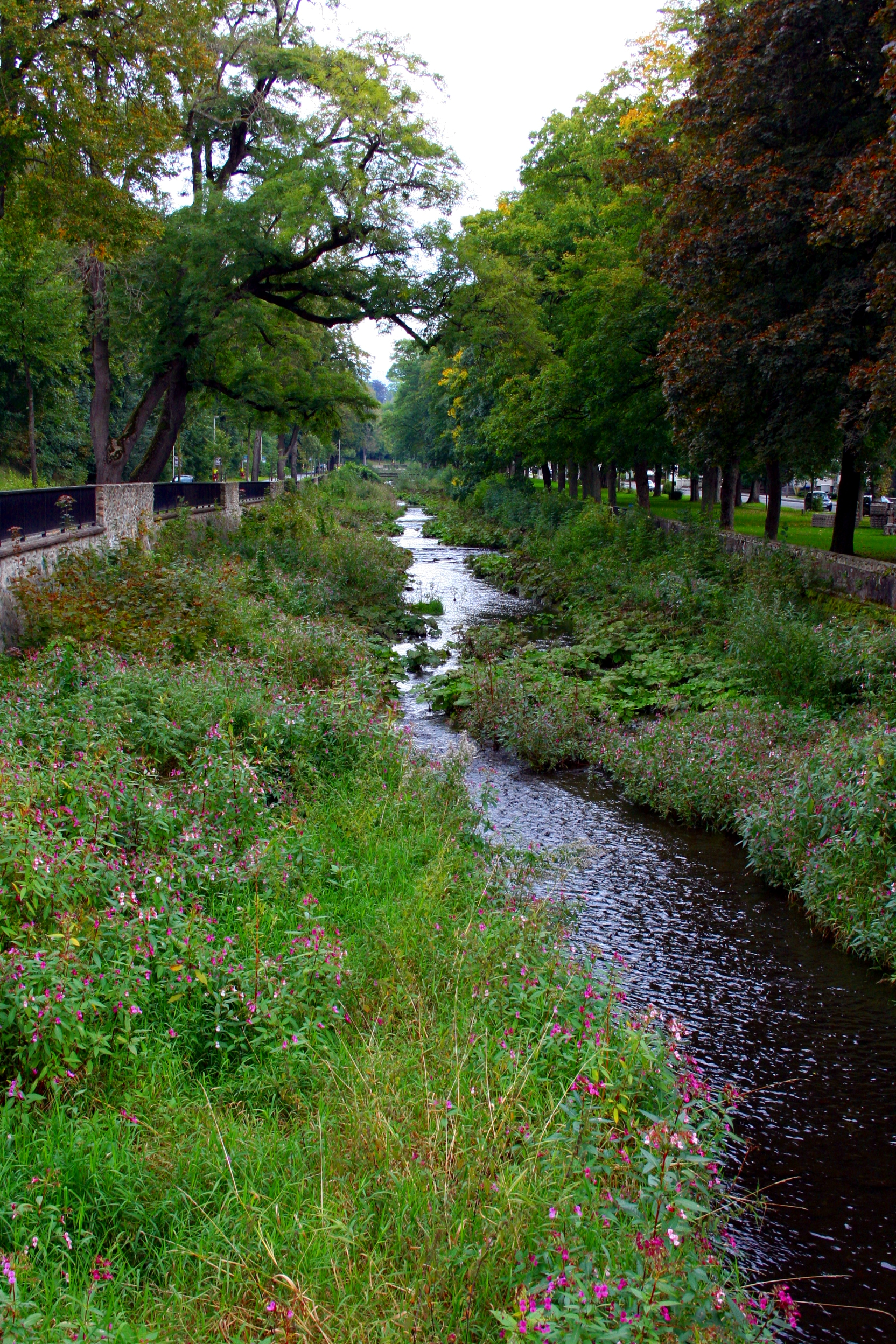
河景